# بیمارستان لینکلن (دورهام، کارولینای شمالی)

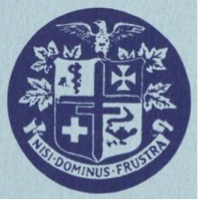
نشان بیمارستان لینکلن.

بیمارستان لینکلن (انگلیسی: Lincoln Hospital) (۱۹۰۱–۱۹۷۶) یک مجموعهٔ پزشکی واقع در دورهام، کارولینای شمالی در کشور ایالات متحده آمریکا بود که جهت ارائهٔ خدمات به اهالی آفریقایی-آمریکایی شهرستان دورهام و مناطق اطراف آن بنا نهاده‌شد. این بیمارستان که هزینهٔ ساخت ساختمان اصلی آن توسط خانوادهٔ دوک تأمین شد، تا سال ۱۹۷۶ به‌عنوان نخستین بیمارستان آفریقایی-آمریکایی‌ها در دورهام فعالیت می‌کرد. بیمارستان لینکلن در سال ۱۹۷۶ تعطیل شد و بیماران بستری‌شده در آن به بیمارستان عمومی شهرستان دورهام منتقل شدند.